# Ерлаёган
Ерлаёган (также Ерлаёхан; устар. Нюрум-Юган) — река в России, протекает в Ханты-Мансийском АО. Устье реки находится в 355 км по правому берегу реки Казым. Длина реки составляет 34 км. Вдоль правого берега реки проходит зимник. Там же расположены несколько охотничьих изб.

## Данные водного реестра
По данным государственного водного реестра России относится к Нижнеобскому бассейновому округу, водохозяйственный участок реки — Обь от впадения Иртыша до впадения реки Северная Сосьва, речной подбассейн реки — бассейны притока Оби от Иртыша до впадения Северной Сосьвы. Речной бассейн реки — (Нижняя) Обь от впадения Иртыша.
Код объекта в государственном водном реестре — 15020100112115300020555.

## Топографические карты
- Лист карты P-42-III,IV Помут. Масштаб: 1 : 200 000. Указать дату выпуска/состояния местности.